# Copa do Brasil de Futebol
A Copa do Brasil de Futebol, conhecida simplesmente como Copa do Brasil, é uma competição nacional de futebol do Brasil. É jogada nos moldes da Copa da Inglaterra, Taça de Portugal, Copa do Rei, Copa da Escócia, entre outras, sempre no formato "mata-mata", onde o clube derrotado é eliminado da competição. O vencedor da Copa do Brasil se classifica para a disputa da Copa Libertadores (diretamente a partir da fase de grupos) e da Supercopa Rei do ano seguinte.
Inicialmente, a Copa do Brasil foi disputada por 32 clubes, passando a 40 em 1996. O número foi crescendo até chegar em 69 no ano de 2000, vindo a se estabilizar em 64 após 2001, número que se manteve até 2012, sendo estes clubes de cada um dos 26 estados brasileiros e do Distrito Federal. A partir de 2013, passou a ser disputada por 86 equipes, seis delas já classificadas para as oitavas de final. Entre 2017 e 2020 foi disputada por 91 equipes, onze destas já classificadas para as oitavas de final. A partir de 2021, começou a ser disputada por 92 equipes. Em 2023, o principal patrocinador da competição passou a ser a Betano, fazendo com que a competição passasse a ser chamada de Copa Betano do Brasil.
Da edição de 2001 até a de 2012, os clubes que participavam da Copa Libertadores da América não disputavam a Copa do Brasil no mesmo ano, devido a conflito de datas com a competição continental. Sendo assim, o campeão da Copa do Brasil nunca disputava a edição seguinte, uma vez que se classificava para a disputa da Libertadores da América do ano posterior. Em 2013, essa regra foi alterada, com os clubes participantes da Copa Libertadores da América também disputando a Copa do Brasil.
A competição tem transmissão em TV aberta pela TV Globo, na TV fechada pelo SporTV, no Pay-per-view pelo Premiere e pela Amazon Prime Video no streaming. Internacionalmente, é transmitida para os Estados Unidos pelo beIN Sport.
O  Cruzeiro é o clube que mais venceu a competição, com 6 títulos, seguido por Grêmio e Flamengo com 5, Palmeiras com 4, Corinthians com 3 e Atlético Mineiro com 2 títulos. Outros 10 clubes venceram uma edição da competição, sendo portanto 16 o número de clubes campeões. O estado com maior número de títulos é São Paulo, com 11 conquistas. Apenas dois estados, São Paulo e Rio Grande do Sul tiveram campeões de mais de uma cidade. Em São Paulo foram Jundiaí, Santo André, Santos e São Paulo; no Rio Grande do Sul foram Caxias do Sul e Porto Alegre. Duas cidades tiveram mais de dois clubes campeões, Rio de Janeiro (Flamengo, Fluminense e Vasco da Gama) e São Paulo (Palmeiras, Corinthians e São Paulo). Em três oportunidades, o campeão deste torneio foi um time que não estava na primeira divisão do campeonato nacional daquele ano. São eles: Criciúma, em 1991, Santo André, em 2004, e Paulista, em 2005. Em 2 oportunidades, o campeão da Copa do Brasil foi rebaixado à Série B nacional no mesmo ano. Isto aconteceu em 1999, com o Juventude, e em 2012, com o Palmeiras. O Juventude, porém, jogou pelo módulo Azul da Copa João Havelange, equivalente ao primeiro nível nacional de 2000.

## História

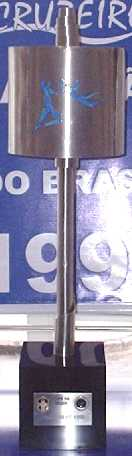
Troféu da Copa do Brasil disputado entre 1994 e 2000.

A Copa do Brasil foi criada para aplacar o descontentamento das federações de estados com menor tradição no futebol nacional, cujos representantes dificilmente teriam a oportunidade de enfrentar um "clube grande" durante o ano, após a diminuição do número de participantes do Campeonato Brasileiro de Futebol de 1987, com a criação da Copa União, competição que reunia apenas grandes clubes de futebol do Brasil.
A criação dessa competição então, visava valorizar a maioria dos campeonatos estaduais das regiões Norte, Nordeste e Centro-Oeste, campeonatos estes que não tinham mais representatividade no Campeonato Brasileiro e voltaram a crescer em importância para os clubes médios e pequenos dessas regiões, por eles terem novamente chances até de chegarem, pelo menos teoricamente, à Copa Libertadores da América.
Entre 1973 e 1986, o Brasileirão contou sempre com a presença de pelo menos um representante de cada federação (normalmente o campeão do ano anterior) que mantivesse um campeonato disputado profissionalmente (os estados com maior força política e econômica tinham um número maior de representantes, também inseridos de acordo com a classificação no campeonato estadual do ano anterior); por conta disso, durante esse período, Acre e Rondônia (elevado à condição de Estado em 1982) foram os únicos estados nunca representados, pois seus campeonatos estaduais somente se tornaram profissionais em 1989 e 1991, respectivamente.
O Campeonato Brasileiro chegou a ser disputado por 94 times, em 1979 (em 1986 eram 44).
A primeira edição da Copa do Brasil ocorreu em 1989 e o primeiro gol de sua história foi marcado por Alcindo Sartori, na vitória por 2 a 0 do Flamengo sobre o Paysandu. A final da primeira edição foi entre Grêmio e Sport, depois de empatar em 0 a 0 na Ilha do Retiro, em Porto Alegre o Grêmio vence por 2 a 1 e se tornou o primeiro campeão da competição, qualificando-se por isso a disputar a Libertadores da América de 1990.

No dia 4 de março de 1991 na Copa do Brasil de 1991, ocorreu a maior goleada da história da competição, no Estádio Independência, em Belo Horizonte, quando o Atlético Mineiro aplicou 11 a 0 no Caiçara. O placar do estádio só possuía espaço para registrar um algarismo por clube, por isso parou de contar quando jogo ainda estava 9 a 0.
Na Copa do Brasil de Futebol de 1993, quando ainda não havia a regra da "ida e volta restrita", o Internacional ganhou por 6 a 0 (2 de abril) e 9 a 1 (6 de abril) do Ji-Paraná de Rondônia, somando 15 a 1 no agregado, a maior soma de resultados da Copa do Brasil.
De 1989 a Copa do Brasil de 1993 o campeão de cada ano ficava com o troféu. A partir de 1994 o clube que vencesse a Copa do Brasil por três vezes teria posse definitiva da taça. Isto ocorreu em 2001 com o Grêmio (após as conquistas de 1994, 1997 e 2001).
Sendo assim, em Copa do Brasil de 2002 foi colocado a disputa um novo troféu, que permaneceu até 2007, mesmo sem nenhum clube conquistar sua posse definitiva.
Ao conquistar a Copa do Brasil de 2003 e o Campeonato Brasileiro em 2003, o Cruzeiro conseguiu o ineditismo à época de se sagrar campeão brasileiro e da Copa do Brasil no mesmo ano, e de quebra ganhou também o Campeonato Mineiro em 2003, feito este que viria a ser repetido somente em 2021, por seu arquirrival o Atlético Mineiro, que venceu a Copa do Brasil de 2021 e o Campeonato Brasileiro de 2021, consagrando-se esta nas tríplice coroas dos dois rivais mineiros.
Na Copa do Brasil de 2006, houve a primeira final entre dois clubes do mesmo estado: Flamengo e Vasco da Gama, e o time rubro-negro venceu a final. A segunda decisão entre dois times do mesmo estado ocorreu em 2014, e envolveu  Atlético Mineiro e  Cruzeiro. O Atlético se sagrou campeão após duas vitórias (2 a 0 e 1 a 0) sobre o rival. A terceira final entre dois times do mesmo estado ocorreu em 2015, e envolveu o Palmeiras e Santos. O Palmeiras se sagrou campeão após ter perdido por 1 a 0 e ter ganhado por 2 a 1 o segundo confronto, vencendo a posterior decisão por pênaltis pelo placar de 4 a 3. Nesse ano pela primeira vez a Copa do Brasil foi decidida nos pênaltis.
Ao marcar o gol que resultou na conquista do título da Copa do Brasil de 2007 pelo Fluminense, seu quarto título nessa competição, Roger Machado, que já havia conquistado três Copas do Brasil pelo Grêmio, tornou-se o jogador recordista em conquistas da Copa do Brasil.
A partir de 2008, a Copa do Brasil instituiu uma nova taça, e neste mesmo ano o Sport tornou-se o primeiro, e até agora único clube de fora da Região Sudeste e da Região Sul a conquistar a competição. A Região Norte foi a única que não teve representante em finais até agora.
A exemplo dos anos anteriores, a CBF comissionou ao artista plástico Holoassy Lins de Albuquerque a criação de uma escultura troféu, dando seguimento à tendência da confederação de presentear os clubes ganhadores dos maiores campeonatos brasileiros com esculturas criadas exclusivamente para os eventos por artistas brasileiros ao invés de usar troféus padronizados.
Em 2010, o Santos estabeleceu um novo recorde de gols em uma única edição da Copa do Brasil: 39 gols ao todo.
Na Copa do Brasil 2014, o América de Natal proporcionou a maior virada do mata-mata na competição, após perder em Natal por 3x0 contra Fluminense, no Maracanã goleou por 5x2 conseguindo classificar por gols fora.
A vitória do Grêmio sobre o Atlético Mineiro no jogo de ida da final da Copa do Brasil de 2016, representou a primeira vez que um clube visitante venceu a partida de ida da Copa do Brasil, isso na 28ª edição da competição.
O número de times participantes variou muito em sua história, sempre classificados pelo resultado das competições das federações estaduais. De 1989 a 1994 participaram 32 times. Número que foi aumentado em 1995 para 36 times, em 1996 para 40 times, e em 1997 para 45 times. Em 1998 foram 42 times participantes. Em 1999 foram 65 times. E em 2000 foram 69 participantes.
De 2001 a 2012 o formato se consolidou com 64 times participantes, sem a participação dos times que participavam da Libertadores da América no mesmo ano, devido ao conflito de datas.
Em 2013, o formato foi novamente ampliado, chegando a 87 times, número que se manteve em 2014 e 2015. Os participantes da Libertadores da América voltaram disputar a Copa do Brasil, entrando no torneio nacional diretamente nas oitavas de final. A CBF apresentou um novo modelo de taça: feito com aço cromado, mede 61 cm x 72 cm e possui 12 kg. Mais robusta, ela substituiu o troféu em disputa desde 2008. Em 2016 contou com 86 participantes, 91 de 2017 a 2020 e 92 desde 2021.
Em 2019, o Club Athletico Paranaense tornou-se o primeiro clube do estado do Paraná a ser campeão da Copa do Brasil após derrotar o Internacional nos dois jogos disputados, 1 a 0 em Curitiba gol de Bruno Guimarães e por 2 a 1, em pleno Beira Rio.
Um dos artilheiros da Copa do Brasil de 2020 (seis gols), Nenê, atuando pelo Fluminense, tornou-se o jogador mais velho a alcançar a artilharia dessa competição. Com o tetracampeonato também em 2020, o Palmeiras se tornou o primeiro time a ganhar a Libertadores e a Copa do Brasil na mesma temporada, feito esse replicado pela equipe do Flamengo na edição de 2022.

## Patrocinadores
A competição possui naming rights desde a edição de 2009:
- 2009–2012: Kia Motors (Copa Kia do Brasil)
- 2013: Perdigão (Copa Perdigão do Brasil)
- 2014–2015: Sadia (Copa Sadia do Brasil)
- 2016–2020: Continental (Copa Continental do Brasil)
- 2021–2022: Intelbras (Copa Intelbras do Brasil)
- 2023-2024: Betano (Copa Betano do Brasil)

## Sistema de disputa

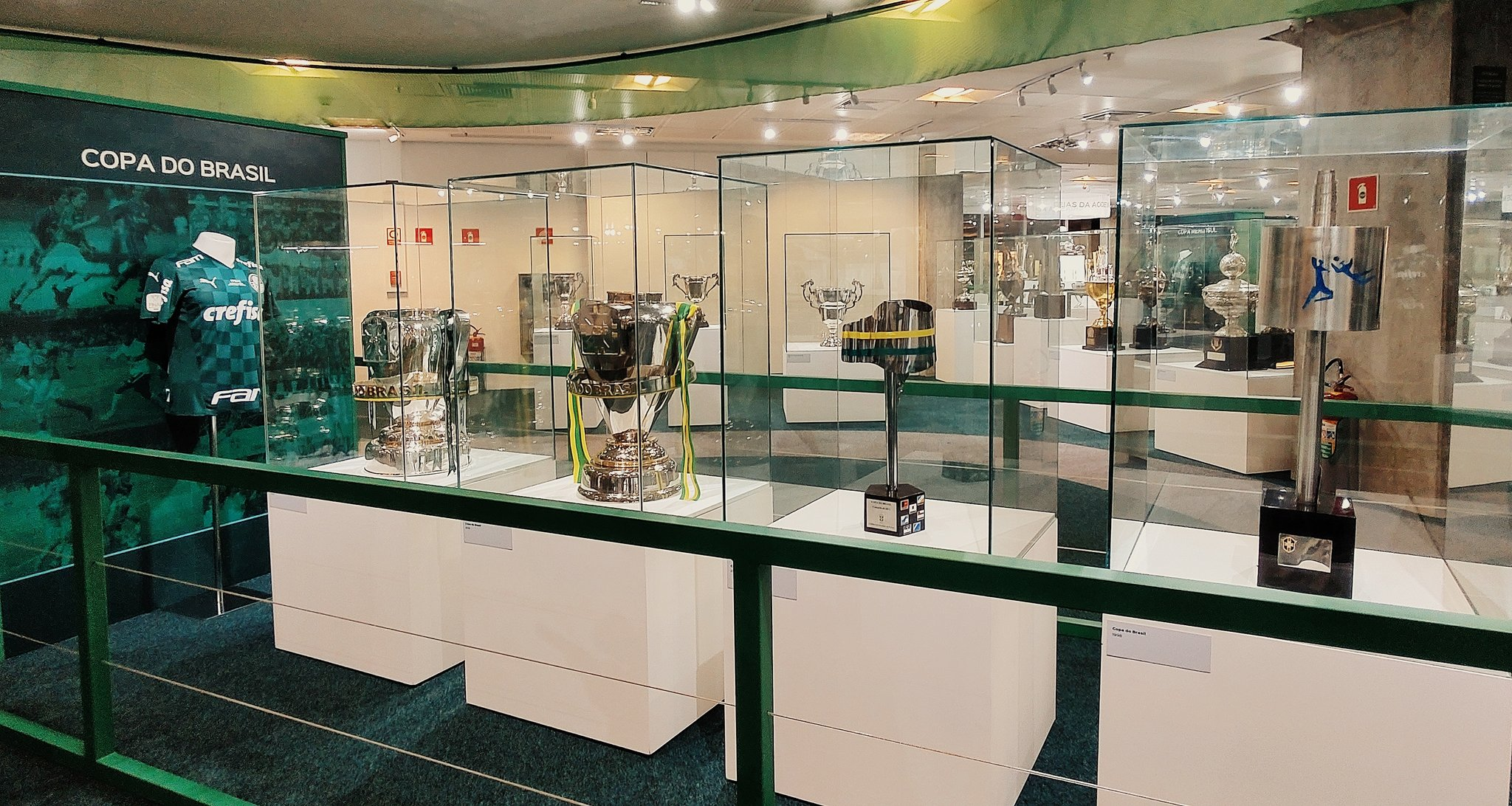
Modelos de troféus da Copa do Brasil

A disputa da Copa do Brasil de Futebol se dá no sistema "mata-mata", no qual dois times se enfrentam, em partidas de ida e volta (a partir da terceira fase). O vencedor, time com maior saldo na soma dos placares, avança para próxima fase, até a final da competição.
Em 1995, foi estabelecido que, nas duas primeiras fases, se o time visitante vencesse por diferença maior ou igual a três gols no jogo de ida, estaria classificado para a fase seguinte. No ano seguinte, foi estabelecido que a diferença necessária para se qualificar como visitante no jogo de ida seria de dois gols. Ambas as regras foram aplicadas até 2016.
Desde 2017, nas duas primeiras fases, a decisão da vaga é feita em jogo único. Na primeira, o mando de campo é da equipe menor ranqueada, com o clube visitante possuindo a vantagem do empate. Na segunda fase, o mando de campo é decidido por sorteio e caso a partida termine empatada, haverá disputa por pênaltis.

### Formato de 2013 a 2020
Desde 2013, a competição passou a ser disputada por 86 equipes, entre os meses de março e novembro. No novo formato, 80 clubes disputam um mata-mata até restarem 10 clubes, que se juntam nas oitavas de final aos cinco clubes que disputaram a Copa Libertadores na temporada e ao melhor colocado da Série A do Campeonato Brasileiro que não se classificou para a Libertadores. Este último pode ser substituído pelo quinto colocado do Campeonato Brasileiro.
A partir de 2017, passou a ser disputada por 91 equipes pelas mudanças da Taça Libertadores, que passou a ter sete ou nove times brasileiros, além da inclusão dos campeões da Copa do Nordeste, da Copa Verde, da Série B do Campeonato Brasileiro e do campeão da Copa Sul-Americana caso ele seja brasileiro, do contrário o sétimo colocado da Série A do Campeonato Brasileiro assume a vaga. Neste novo formato, 80 clubes disputam um mata-mata até restarem cinco clubes, que se juntam nas oitavas de final aos sete ou nove clubes que tiverem disputado a Copa Libertadores mais o campeão da Copa do Nordeste, da Copa Verde, da Série B do Brasileiro e do campeão brasileiro da Sul-Americana ou do sétimo colocado da Série A que não se classificou para a Libertadores.
Além disso, a Copa do Brasil definia os representantes brasileiros na Copa Sul-Americana do mesmo ano, sendo que essas vagas vinham a partir de times eliminados na primeira fase, podendo até ter tido incluídos clubes vindos da Série B, considerando os critérios de eliminação, que permitiam essa possibilidade aos quatro primeiros colocados que seriam promovidos da segunda divisão no ano anterior. A partir de 2017, a competição não dará mais vaga para a Sul-Americana.

### Novo formato desde 2021
Os times da Libertadores e demais "classificados automaticamente" entram na disputa a partir da terceira fase, que é a imediatamente anterior às oitavas, com os demais times precisando vencer duas fases para chegar a essa terceira fase.

### Abolição do gol fora de casa como critério de desempate
A CBF anunciou, em 1 de dezembro de 2017, que os gols marcados por um clube na partida cujo mando seja de seu adversário (gol fora de casa) não seria mais utilizado como critério para determinar o vencedor, caso a soma dos placares do jogo de ida com o de volta fosse igual, a partida seria decidida na disputa por pênaltis, independentemente do gol marcado fora de seus domínios, e em todas as fases da competição, não somente na final.

## Classificação

### Participantes
Com o novo critério de vagas para a Copa do Brasil agora participam 80 representantes das 27 unidades da federação, escolhidos através dos campeonatos estaduais ou de torneios regionais conforme distribuição de vagas para cada unidade da federação (sendo 6 vagas para os dois estados mais bem colocados no Ranking Nacional das Federações, do terceiro ao quinto no Ranking Nacional das Federações tiveram direito a 5 vagas, do sexto ao décimo quarto no Ranking Nacional das Federações tiveram direito a 3 vagas, do décimo quinto ao vigésimo segundo no Ranking Nacional das Federações tiveram direito a 2 vagas e do vigésimo terceiro ao vigésimo sétimo no Ranking Nacional das Federações tiveram direito a uma vaga), mais 12 clubes que entram diretamente na terceira fase: o campeão da Copa do Brasil do ano anterior, os seis primeiros colocados da Série A, o campeão da Série B, o campeão da Copa do Nordeste, o campeão da Copa Verde, e dois clubes dentre o campeão brasileiro da Copa Libertadores da América, o campeão brasileiro da Copa Sul-Americana, o sétimo e o oitavo colocados da Série A.
O campeão da Copa do Brasil conquista o direito de disputar a Copa Libertadores da América. Entre 2001 e 2012, os clubes que se classificam para a Libertadores, tanto pela Copa do Brasil como pelo Campeonato Brasileiro, não podiam participar da Copa do Brasil no mesmo ano em que participavam da competição continental, já que as duas competições tinham muitas datas simultâneas.
A Copa do Brasil é vista como um caminho mais curto para chegar à Copa Libertadores, já que uma equipe somente disputa no máximo 12 partidas.
No dia 31 de maio de 2012, foi confirmada a distribuição de vagas para a Copa do Brasil de 2013 e anos seguintes. No dia 2 de dezembro de 2016, foi modificada a distribuição de vagas para a Copa do Brasil de 2017 e anos seguintes. Em 2020, foi modificada a distribuição de vagas para a Copa do Brasil de 2021 e anos seguintes. A partir de 2024 a competição não terá mais vagas pelo ranking da CBF e todas 80 sairão através dos estaduais, conforme abaixo.
| Vagas | Federação | Classificação |
| ----- | --------- | --- |
| 12    | CBF1      | Vagas fixas (10) - Campeão da Copa do Brasil do ano anterior - Campeão do Campeonato Brasileiro - Série A - Vice campeão do Campeonato Brasileiro - Série A - Terceiro colocado do Campeonato Brasileiro - Série A - Quarto colocado do Campeonato Brasileiro - Série A - Quinto colocado do Campeonato Brasileiro - Série A - Sexto colocado do Campeonato Brasileiro - Série A - Campeão do Campeonato Brasileiro - Série B - Campeão da Copa do Nordeste - Campeão da Copa Verde Vagas variáveis (2, os primeiros dentre os 5 abaixo) - Campeão brasileiro da Copa Libertadores da América - Campeão brasileiro da Copa Sul-Americana - Sétimo colocado do Campeonato Brasileiro - Série A - Oitavo colocado do Campeonato Brasileiro - Série A - Nono colocado do Campeonato Brasileiro - Série A |
| 2     | FFAC      | - Campeão do Campeonato Acreano de Futebol - Vice-campeão do Campeonato Acreano de Futebol |
| 3     | FAF       | - Campeão do Campeonato Alagoano de Futebol - Vice-campeão do Campeonato Alagoano de Futebol - Terceiro Colocado do Campeonato Alagoano de Futebol |
| 2     | FAF       | - Campeão do Campeonato Amapaense de Futebol - Vice-campeão do Campeonato Amapaense de Futebol |
| 2     | FAF       | - Campeão do Campeonato Amazonense de Futebol - Vice-campeão do Campeonato Amazonense de Futebol |
| 3     | FBF       | - Campeão do Campeonato Baiano de Futebol - Vice-campeão do Campeonato Baiano de Futebol - Terceiro colocado do Campeonato Baiano de Futebol |
| 3     | FCF       | - Campeão do Campeonato Cearense de Futebol - Vice-campeão do Campeonato Cearense de Futebol - Campeão da Copa Fares Lopes |
| 2     | FFDF      | - Campeão do Metropolitano - Vice-campeão do Metropolitano |
| 2     | FES       | - Campeão do Campeonato Capixaba de Futebol - Vice-campeão do Campeonato Capixaba de Futebol |
| 3     | FGF       | - Campeão do Campeonato Goiano de Futebol - Vice-campeão do Campeonato Goiano de Futebol - Terceiro colocado do Campeonato Goiano de Futebol |
| 3     | FMF       | - Campeão do Campeonato Maranhense de Futebol - Vice-campeão do Campeonato Maranhense de Futebol - Terceiro colocado do Campeonato Maranhense de Futebol |
| 3     | FMF       | - Campeão do Campeonato Mato-Grossense de Futebol - Vice-campeão do Campeonato Mato-Grossense de Futebol - Campeão da Copa Governador de Mato Grosso |
| 2     | FFMS      | - Campeão do Campeonato Sul-Mato-Grossense de Futebol - Vice-campeão do Campeonato Sul-Mato-Grossense de Futebol |
| 5     | FMF       | - Campeão do Campeonato Mineiro de Futebol - Vice-campeão do Campeonato Mineiro de Futebol - Terceiro colocado do Campeonato Mineiro de Futebol - Quarto colocado do Campeonato Mineiro de Futebol - Campeão do Troféu Inconfidência |
| 3     | FPF       | - Campeão do Campeonato Paraense de Futebol - Vice-campeão do Campeonato Paraense de Futebol - Terceiro colocado do Campeonato Paraense de Futebol |
| 2     | FPF       | - Campeão do Campeonato Paraibano de Futebol - Vice-campeão do Campeonato Paraibano de Futebol |
| 5     | FPF       | - Campeão do Campeonato Paranaense de Futebol - Vice-campeão do Campeonato Paranaense de Futebol - Terceiro colocado do Campeonato Paranaense de Futebol - Quarto colocado do Campeonato Paranaense de Futebol - Quinto Colocado do Campeonato Paranaense de Futebol |
| 3     | FPF       | - Campeão do Campeonato Pernambucano de Futebol - Vice-campeão do Campeonato Pernambucano de Futebol - Terceiro colocado do Campeonato Pernambucano de Futebol |
| 2     | FFP       | - Campeão do Campeonato Piauiense de Futebol - Vice-campeão do Campeonato Piauiense de Futebol |
| 6     | FERJ      | - Campeão do Campeonato Carioca de Futebol - Vice-campeão do Campeonato Carioca de Futebol - Terceiro colocado do Campeonato Carioca de Futebol - Quarto colocado do Campeonato Carioca de Futebol - Campeão da Taça Rio - Campeão ou vice da Copa Rio2 |
| 2     | FNF       | - Campeão do Campeonato Potiguar de Futebol - Vice-campeão do Campeonato Potiguar de Futebol |
| 5     | FGF       | - Campeão do Campeonato Gaúcho de Futebol - Vice-campeão do Campeonato Gaúcho de Futebol - Terceiro colocado do Campeonato Gaúcho de Futebol - Quarto colocado do Campeonato Gaúcho de Futebol - Campeão da Copa FGF |
| 2     | FFER      | - Campeão do Campeonato Rondoniense de Futebol - Vice-campeão do Campeonato Rondoniense de Futebol |
| 2     | FRF       | - Campeão do Campeonato Roraimense de Futebol - Vice-campeão do Campeonato Roraimense de Futebol |
| 3     | FCF       | - Campeão do Campeonato Catarinense de Futebol - Vice-campeão do Campeonato Catarinense de Futebol - Campeão da Copa Santa Catarina |
| 6     | FPF       | - Campeão do Campeonato Paulista de Futebol - Vice-campeão do Campeonato Paulista de Futebol - Terceiro colocado do Campeonato Paulista de Futebol - Quarto Colocado do Campeonato Paulista de Futebol - Quinto Colocado Por Melhor Campanha Campeonato Paulista de Futebol - Campeão ou vice da Copa Paulista de Futebol2 |
| 2     | FSF       | - Campeão do Campeonato Sergipano de Futebol - Vice-campeão do Campeonato Sergipano de Futebol |
| 2     | FTF       | - Campeão do Campeonato Tocantinense de Futebol - Vice-campeão do Campeonato Tocantinense de Futebol |

1 O campeão da Copa do Brasil do ano anterior, os clubes classificados à Libertadores, o campeão da Série B e os campeões da Copa do Nordeste e Copa Verde disputam a Copa do Brasil a partir da terceira fase. Se algum time brasileiro ganhar a Copa Libertadores da América e/ou a Copa Sul-Americana, os sétimo, oitavo e/ou nono colocados da Série A também entram a partir da terceira fase.
2 O campeão pode optar por competir na Copa do Brasil ou na Série D. O vice fica com a vaga que restar.

## Prêmio em dinheiro
A partir de 2023, a CBF vai distribuir até R$ 416,9 milhões em cotas de participação aos clubes na edição atual. Na primeira e segunda fase, a premiação é dividida entre 3 grupos: clubes da Série A, clubes da Série B e demais clubes que representam maioria na competição.
- Primeira fase (80 clubes): R$ 1,4 milhão (10 clubes da Série A), R$ 1,25 milhão (16 clubes da Série B) e R$ 750 mil (outros clubes)
- Segunda fase (40 clubes): R$ 1,7 milhão (clubes da Série A), R$ 1,4 milhão (clubes da Série B) e R$ 900 mil (outros clubes)
- Terceira fase: 2,1 milhões
- Oitavas de final: R$ 3,3 milhões
- Quartas de final: R$ 4,3 milhões
- Semifinal: R$ 9 milhões
- Vice-campeão: R$ 30 milhões
- Campeão: R$ 70 milhões

## Títulos

### Por clubes
| Clube                | Títulos                                 | Vices                             | Semifinais                                    | Total Finais | Total Semifinais |
| -------------------- | --------------------------------------- | --------------------------------- | --------------------------------------------- | ------------ | ---------------- |
| Cruzeiro             | 6 (1993, 1996, 2000, 2003, 2017 e 2018) | 2 (1998 e 2014)                   | 3 (2005, 2016 e 2019)                         | 8            | 11               |
| Flamengo             | 5 (1990, 2006, 2013, 2022 e 2024)       | 5 (1997, 2003, 2004, 2017 e 2023) | 7 (1989, 1993, 1995, 1996, 2014, 2018 e 2021) | 10           | 17               |
| Grêmio               | 5 (1989, 1994, 1997, 2001 e 2016)       | 4 (1991, 1993, 1995 e 2020)       | 7 (1996, 2010, 2012, 2013, 2017, 2019 e 2023) | 9            | 16               |
| Palmeiras            | 4 (1998, 2012, 2015 e 2020)             | 1 (1996)                          | 4 (1992, 1997, 1999 e 2018)                   | 5            | 9                |
| Corinthians          | 3 (1995, 2002 e 2009)                   | 4 (2001, 2008, 2018 e 2022)       | 3 (1997, 2023 e 2024)                         | 7            | 10               |
| Atlético Mineiro     | 2 (2014 e 2021)                         | 2 (2016 e 2024)                   | 2 (2000 e 2002)                               | 4            | 6                |
| Fluminense           | 1 (2007)                                | 2 (1992 e 2005)                   | 3 (2006, 2015 e 2022)                         | 3            | 6                |
| Internacional        | 1 (1992)                                | 2 (2009 e 2019)                   | 2 (1999 e 2016)                               | 3            | 5                |
| Athletico Paranaense | 1 (2019)                                | 2 (2013 e 2021)                   | 0                                             | 3            | 3                |
| Vasco da Gama        | 1 (2011)                                | 1 (2006)                          | 7 (1993, 1994, 1995, 1998, 2008, 2009 e 2024) | 2            | 9                |
| São Paulo            | 1 (2023)                                | 1 (2000)                          | 5 (2002, 2012, 2015, 2020 e 2022)             | 2            | 7                |
| Santos               | 1 (2010)                                | 1 (2015)                          | 3 (1998, 2000 e 2014)                         | 2            | 5                |
| Sport                | 1 (2008)                                | 1 (1989)                          | 2 (1992 e 2003)                               | 2            | 4                |
| Criciúma             | 1 (1991)                                | 0                                 | 1 (1990)                                      | 1            | 2                |
| Juventude            | 1 (1999)                                | 0                                 | 0                                             | 1            | 1                |
| Santo André          | 1 (2004)                                | 0                                 | 0                                             | 1            | 1                |
| Paulista             | 1 (2005)                                | 0                                 | 0                                             | 1            | 1                |
| Coritiba             | 0                                       | 2 (2011 e 2012)                   | 3 (1991, 2001 e 2009)                         | 2            | 5                |
| Goiás                | 0                                       | 1 (1990)                          | 3 (1989, 2003 e 2013)                         | 1            | 4                |
| Botafogo             | 0                                       | 1 (1999)                          | 3 (2007, 2008 e 2017)                         | 1            | 4                |
| Ceará                | 0                                       | 1 (1994)                          | 2 (2005 e 2011)                               | 1            | 3                |
| Brasiliense          | 0                                       | 1 (2002)                          | 1 (2007)                                      | 1            | 2                |
| Vitória              | 0                                       | 1 (2010)                          | 1 (2004)                                      | 1            | 2                |
| Figueirense          | 0                                       | 1 (2007)                          | 0                                             | 1            | 1                |
| Náutico              | 0                                       | 0                                 | 1 (1990)                                      | 0            | 1                |
| Remo                 | 0                                       | 0                                 | 1 (1991)                                      | 0            | 1                |
| Linhares EC          | 0                                       | 0                                 | 1 (1994)                                      | 0            | 1                |
| Ponte Preta          | 0                                       | 0                                 | 1 (2001)                                      | 0            | 1                |
| 15 de Novembro       | 0                                       | 0                                 | 1 (2004)                                      | 0            | 1                |
| Ipatinga             | 0                                       | 0                                 | 1 (2006)                                      | 0            | 1                |
| Atlético Goianiense  | 0                                       | 0                                 | 1 (2010)                                      | 0            | 1                |
| Avaí                 | 0                                       | 0                                 | 1 (2011)                                      | 0            | 1                |
| América Mineiro      | 0                                       | 0                                 | 1 (2020)                                      | 0            | 1                |
| Fortaleza            | 0                                       | 0                                 | 1 (2021)                                      | 0            | 1                |

### Por cidade
| Cidade         | Títulos | Clubes                                           |
| -------------- | ------- | ------------------------------------------------ |
| São Paulo      | 8       | Palmeiras (4), Corinthians (3) e São Paulo (1)   |
| Belo Horizonte | 8       | Cruzeiro (6) e Atlético Mineiro (2)              |
| Rio de Janeiro | 7       | Flamengo (5), Fluminense (1) e Vasco da Gama (1) |
| Porto Alegre   | 6       | Grêmio (5) e Internacional (1)                   |
| Caxias do Sul  | 1       | Juventude (1)                                    |
| Criciúma       | 1       | Criciúma (1)                                     |
| Curitiba       | 1       | Athletico Paranaense (1)                         |
| Jundiaí        | 1       | Paulista (1)                                     |
| Recife         | 1       | Sport (1)                                        |
| Santo André    | 1       | Santo André (1)                                  |
| Santos         | 1       | Santos (1)                                       |

### Por Estado
| Estados           | Títulos | Vices | Semifinais |
| ----------------- | ------- | ----- | ---------- |
| São Paulo         | 11      | 7     | 16         |
| Minas Gerais      | 8       | 4     | 7          |
| Rio de Janeiro    | 7       | 9     | 20         |
| Rio Grande do Sul | 7       | 6     | 10         |
| Paraná            | 1       | 4     | 3          |
| Pernambuco        | 1       | 1     | 3          |
| Santa Catarina    | 1       | 1     | 2          |
| Goiás             | 0       | 1     | 4          |
| Ceará             | 0       | 1     | 3          |
| Bahia             | 0       | 1     | 1          |
| Distrito Federal  | 0       | 1     | 1          |
| Espírito Santo    | 0       | 0     | 1          |
| Pará              | 0       | 0     | 1          |

### Por Região
| Região       | Títulos | Vices | Semifinais |
| ------------ | ------- | ----- | ---------- |
| Sudeste      | 26      | 20    | 44         |
| Sul          | 9       | 11    | 15         |
| Nordeste     | 1       | 3     | 7          |
| Centro-Oeste | 0       | 2     | 5          |
| Norte        | 0       | 0     | 1          |

## Artilharia

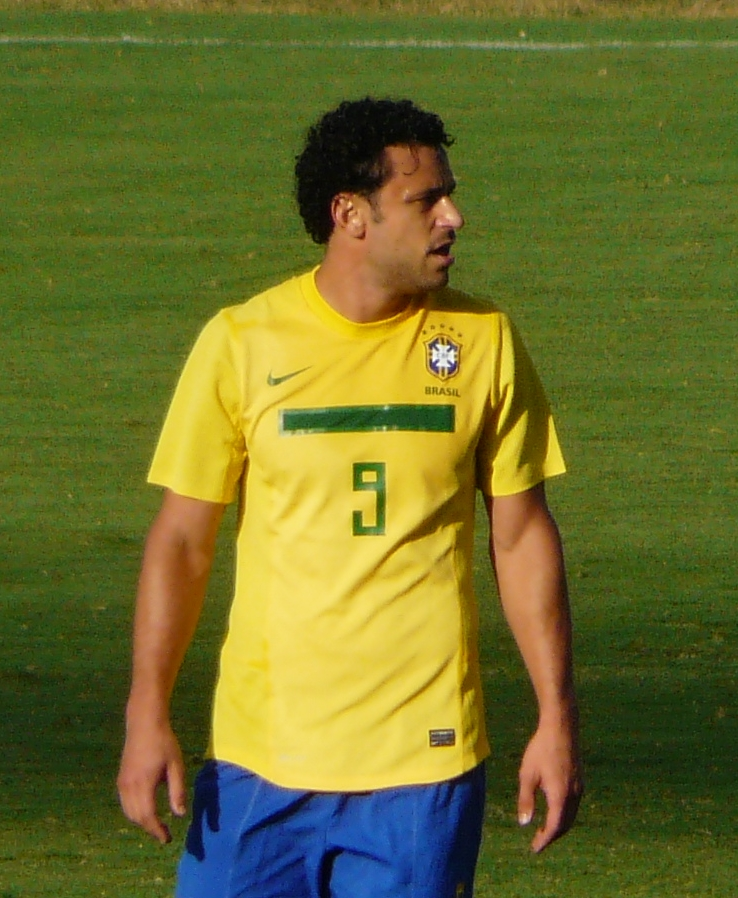
Fred é o maior artilheiro da Copa do Brasil com 37 gols marcados, sendo também o maior artilheiro em uma única edição tendo marcado 14 gols na edição de 2005 pelo Cruzeiro Esporte Clube.

### Por edição
| Ano  | Artilheiro          | Clube               | Gols |
| ---- | ------------------- | ------------------- | ---- |
| 1989 | Gérson              | Atlético Mineiro    | 7    |
| 1990 | Bizu                | Náutico             | 7    |
| 1991 | Gérson              | Atlético Mineiro    | 6    |
| 1992 | Gérson              | Internacional       | 9    |
| 1993 | Gílson              | Grêmio              | 8    |
| 1994 | Paulinho McLaren    | Internacional       | 6    |
| 1995 | Sávio               | Flamengo            | 7    |
| 1996 | Luizão              | Palmeiras           | 8    |
| 1997 | Paulo Nunes         | Grêmio              | 9    |
| 1998 | Romário             | Flamengo            | 7    |
| 1999 | Dejan Petković      | Vitória             | 8    |
| 1999 | Romário             | Flamengo            | 8    |
| 2000 | Oséas               | Cruzeiro            | 10   |
| 2001 | Washington          | Ponte Preta         | 11   |
| 2002 | Deivid              | Corinthians         | 13   |
| 2003 | Nonato              | Bahia               | 9    |
| 2004 | Alex Alves          | Botafogo            | 8    |
| 2004 | Dauri               | 15 de Novembro      | 8    |
| 2005 | Fred                | Cruzeiro            | 14   |
| 2006 | Valdiram            | Vasco da Gama       | 7    |
| 2007 | André Lima          | Botafogo            | 5    |
| 2007 | Dênis Marques       | Atlético Paranaense | 5    |
| 2007 | Victor Simões       | Figueirense         | 5    |
| 2008 | Edmundo             | Vasco da Gama       | 6    |
| 2008 | Romerito            | Sport               | 6    |
| 2008 | Wellington Paulista | Botafogo            | 6    |
| 2009 | Taison              | Internacional       | 7    |
| 2010 | Neymar              | Santos              | 11   |
| 2011 | Adriano             | Palmeiras           | 5    |
| 2011 | Alecsandro          | Vasco da Gama       | 5    |
| 2011 | Kléber Gladiador    | Palmeiras           | 5    |
| 2011 | Rafael Coelho       | Avaí                | 5    |
| 2011 | William             | Avaí                | 5    |
| 2012 | Luís Fabiano        | São Paulo           | 8    |
| 2013 | Hernane             | Flamengo            | 8    |
| 2014 | Gabriel Barbosa     | Santos              | 6    |
| 2014 | Bill                | Ceará               | 6    |
| 2014 | Léo Gamalho         | Santa Cruz          | 6    |
| 2015 | Gabriel Barbosa     | Santos              | 8    |
| 2016 | Marinho             | Vitória             | 6    |
| 2017 | Léo Gamalho         | Goiás               | 5    |
| 2017 | Lucas Barrios       | Grêmio              | 5    |
| 2017 | Rafael Sóbis        | Cruzeiro            | 5    |
| 2018 | Gabriel Barbosa     | Santos              | 4    |
| 2018 | Neilton             | Vitória             | 4    |
| 2018 | Rômulo Souza        | Avaí                | 4    |
| 2019 | Luciano             | Fluminense          | 5    |
| 2019 | Paolo Guerrero      | Internacional       | 5    |
| 2019 | Pipico              | Santa Cruz          | 5    |
| 2020 | Brenner             | São Paulo           | 6    |
| 2020 | Léo Gamalho         | CRB                 | 6    |
| 2020 | Nenê                | Fluminense          | 6    |
| 2020 | Rodolfo             | América Mineiro     | 6    |
| 2021 | Hulk                | Atlético Mineiro    | 8    |
| 2022 | Germán Cano         | Fluminense          | 5    |
| 2022 | Giuliano            | Corinthians         | 5    |
| 2023 | Alef Manga          | Coritiba            | 5    |
| 2023 | Lorran              | Nova Mutum          | 5    |
| 2023 | Pedro               | Flamengo            | 5    |
| 2023 | Tiquinho Soares     | Botafogo            | 5    |
| 2024 | Pablo Vegetti       | Vasco da Gama       | 7    |

### Todos os tempos
Abaixo, a lista dos maiores goleadores da história da Copa do Brasil entre 1989 e 24 de Setembro de 2023:
| Pos | Jogador      | Gols | Jogos | Média | Último clube na Copa do Brasil |
| --- | ------------ | ---- | ----- | ----- | ------------------------------ |
| 1   | Fred         | 37   | 54    | 0,68  | Fluminense                     |
| 2   | Romário      | 36   | 45    | 0,8   | Vasco da Gama                  |
| 3   | Gabi         | 32   | 54    | 0,55  | Flamengo                       |
| 4   | Viola        | 29   | 44    | 0,65  | Bahia                          |
| 5   | Oséas        | 28   | 53    | 0,52  | Internacional                  |
| 5   | Paulo Nunes  | 28   | 58    | 0,48  | Corinthians                    |
| 7   | Dodô         | 26   | 48    | 0,54  | Vasco da Gama                  |
| 8   | Luís Fabiano | 25   | 30    | 0,83  | Vasco da Gama                  |
| 9   | Deivid       | 24   | 34    | 0,7   | Flamengo                       |
| 9   | Evair        | 24   | 36    | 0,66  | Figueirense                    |

## Maiores públicos
Estes são os dez maiores públicos presentes da história da Copa do Brasil:
| Nº | Público | Mandante      | Placar | Visitante   | Estádio   | Data           | Ano  |
| -- | ------- | ------------- | ------ | ----------- | --------- | -------------- | ---- |
| 1  | 101 581 | Botafogo      | 0–0    | Juventude   | Maracanã  | 27 de junho    | 1999 |
| 2  | 95 125  | Flamengo      | 2–2    | Grêmio      | Maracanã  | 22 de maio     | 1997 |
| 3  | 85 841  | Cruzeiro      | 2–1    | São Paulo   | Mineirão  | 9 de julho     | 2000 |
| 4  | 85 414  | Cruzeiro      | 0–0    | Flamengo    | Mineirão  | 5 de junho     | 1996 |
| 5  | 81 310  | Cruzeiro      | 3–1    | Flamengo    | Mineirão  | 11 de junho    | 2003 |
| 6  | 80 000  | Corinthians   | 1–3    | Grêmio      | Morumbi   | 17 de junho    | 2001 |
| 7  | 76 207  | Internacional | 1–1    | Grêmio      | Beira-Rio | 17 de novembro | 1992 |
| 8  | 74 253  | Flamengo      | 1–1    | Corinthians | Maracanã  | 19 de outubro  | 2022 |
| 9  | 73 104  | Flamengo      | 1–1    | Cruzeiro    | Maracanã  | 8 de junho     | 2003 |
| 10 | 72 183  | Vasco da Gama | 1–1    | Corinthians | Maracanã  | 27 de maio     | 2009 |

## Maiores goleadas
Estas são as maiores goleadas da história da Copa do Brasil:
| Nº | Mandante         | Placar | Visitante   | Estádio         | Data            | Ano  |
| -- | ---------------- | ------ | ----------- | --------------- | --------------- | ---- |
| 1  | Atlético Mineiro | 11–0   | Caiçara     | Independência   | 28 de fevereiro | 1991 |
| 2  | São Paulo        | 10–0   | Botafogo-PB | Morumbi         | 28 de março     | 2001 |
| 2  | Santos           | 10–0   | Naviraiense | Vila Belmiro    | 10 de março     | 2010 |
| 4  | Internacional    | 9–1    | Ji-Paraná   | Beira-Rio       | 6 de abril      | 1993 |
| 4  | São Paulo        | 9–1    | 4 de Julho  | Morumbi         | 8 de junho      | 2021 |
| 6  | Flamengo         | 8–0    | Kaburé      | Gávea           | 26 de abril     | 1995 |
| 6  | Sergipe          | 0–8    | Palmeiras   | Batistão        | 28 de fevereiro | 1996 |
| 6  | Portuguesa       | 8–0    | Kaburé      | Canindé         | 4 de março      | 1997 |
| 6  | Vasco da Gama    | 8–0    | Picos       | São Januário    | 10 de fevereiro | 1998 |
| 6  | Interporto       | 0–8    | Bahia       | General Sampaio | 15 de março     | 2000 |
| 6  | Itabuna          | 0–8    | Nova Iguaçu | Mário Pessoa    | 28 de fevereiro | 2024 |
| 6  | Águia de Marabá  | 0–8    | Fluminense  | Mangueirão      | 26 de fevereiro | 2025 |

## Participações
Os clubes que mais participaram da Copa do Brasil (de 1989 a 2024) por unidade federativa:
|  | Participantes em 2024 |

| UF | Clube                  | Total (1989-2024) |
| -- | ---------------------- | ----------------- |
| AC | Rio Branco             | 22                |
| AL | CSA                    | 20                |
| AP | Santos-AP              | 8                 |
| AP | Ypiranga-AP            | 8                 |
| AM | Nacional-AM            | 19                |
| BA | Vitória                | 33                |
| CE | Ceará                  | 27                |
| DF | Brasiliense            | 16                |
| ES | Desportiva Ferroviária | 9                 |
| GO | Goiás                  | 30                |
| MA | Sampaio Corrêa         | 27                |
| MS | Operário-MS            | 10                |
| MT | Cuiabá                 | 13                |
| MG | Atlético Mineiro       | 33                |
| PA | Remo                   | 31                |
| PB | Botafogo-PB            | 17                |
| PR | Coritiba               | 28                |
| PE | Sport                  | 28                |
| PI | River-PI               | 13                |
| RJ | Vasco da Gama          | 31                |
| RN | América de Natal       | 25                |
| RS | Grêmio                 | 29                |
| RO | Ji-Paraná              | 10                |
| RR | São Raimundo-RR        | 10                |
| SP | Corinthians            | 27                |
| SP | Palmeiras              | 27                |
| SC | Criciúma               | 22                |
| SE | Sergipe                | 20                |
| TO | Palmas                 | 8                 |

### Por desempenho
Participantes com melhor desempenho de cada estado:
| UF | Clube                | Melhor desempenho                                     |
| -- | -------------------- | ----------------------------------------------------- |
| AC | Rio Branco-AC        | Oitavas de final 3 vezes (1993, 1995 e 1997)          |
| AL | Corinthians-AL       | Quartas de final (2008)                               |
| AL | CSA                  | Quartas de final (1992)                               |
| AP | São José-AP          | Oitavas de final (1994)                               |
| AM | Nacional-AM          | Oitavas de final 2 vezes (1995 e 2013)                |
| BA | Vitória              | Vice-campeão (2010)                                   |
| CE | Ceará                | Vice-campeão (1994)                                   |
| DF | Brasiliense          | Vice-campeão (2002)                                   |
| ES | Linhares EC          | Semifinalista (1994)                                  |
| GO | Goiás                | Vice-campeão (1990)                                   |
| MA | Sampaio Corrêa       | Oitavas de final (2019)                               |
| MS | Comercial-MS         | Quartas de final (1994)                               |
| MT | Cuiabá               | Quartas de final (2020)                               |
| MG | Cruzeiro             | Campeão 6 vezes (1993, 1996, 2000, 2003, 2017 e 2018) |
| PA | Remo                 | Semifinalista (1991)                                  |
| PB | Treze                | Quartas de final (2005)                               |
| PR | Athletico Paranaense | Campeão (2019)                                        |
| PE | Sport                | Campeão (2008)                                        |
| PI | Flamengo-PI          | Oitavas de final (2001)                               |
| RJ | Flamengo             | Campeão 5 vezes (1990, 2006, 2013, 2022 e 2024)       |
| RN | ABC                  | Quartas de final (2014)                               |
| RN | América de Natal     | Quartas de final (2014)                               |
| RN | Baraúnas             | Quartas de final (2005)                               |
| RS | Grêmio               | Campeão 5 vezes (1989, 1994, 1997, 2001 e 2016)       |
| RO | Ariquemes            | Oitavas de final (1994)                               |
| RR | Atlético Roraima     | Segunda fase (2003)                                   |
| SP | Palmeiras            | Campeão 4 vezes (1998, 2012, 2015 e 2020)             |
| SC | Criciúma             | Campeão (1991)                                        |
| SE | Confiança            | Oitavas de final (2002)                               |
| SE | Sergipe              | Oitavas de final (1992)                               |
| TO | Palmas               | Quartas de final (2004)                               |

## Ranking de pontos
A revista Placar listou os dez primeiros colocados do ranking (até a edição de 2015). O ranking abaixo já está incluso os jogos da edição de 2016. Durante muitos anos os times que estavam disputando a Libertadores não poderiam participar no mesmo ano da edição da Copa do Brasil, sendo assim, o seguinte ranking foi elaborado a partir do aproveitamento dos pontos disputados (% - AP), considerado mais realístico para retratar o desempenho dos times.
Última atualização: edição de 2015
| Pos | Equipes          | J   | PD  | PG  | AP    | V  | E  | D  | GP  | GC  | SG   |
| --- | ---------------- | --- | --- | --- | ----- | -- | -- | -- | --- | --- | ---- |
| 1   | Flamengo         | 163 | 489 | 330 | 67,5% | 97 | 39 | 27 | 305 | 157 | +148 |
| 2   | Palmeiras        | 140 | 420 | 275 | 65,5% | 81 | 32 | 27 | 277 | 139 | +138 |
| 3   | Grêmio           | 166 | 492 | 318 | 64,6% | 90 | 48 | 28 | 275 | 149 | +126 |
| 4   | Vasco da Gama    | 168 | 504 | 314 | 62,3% | 87 | 55 | 28 | 307 | 180 | +127 |
| 5   | Corinthians      | 133 | 399 | 242 | 60,7% | 71 | 29 | 33 | 234 | 131 | +103 |
| 6   | Fluminense       | 127 | 381 | 230 | 60,4% | 65 | 35 | 27 | 226 | 141 | +85  |
| 7   | Cruzeiro         | 134 | 402 | 242 | 60,2% | 69 | 35 | 30 | 267 | 135 | +132 |
| 8   | Atlético Mineiro | 148 | 444 | 253 | 57,0% | 74 | 31 | 43 | 300 | 179 | +121 |
| 9   | Internacional    | 123 | 369 | 210 | 56,9% | 59 | 33 | 31 | 211 | 114 | +97  |
| 10  | Vitória          | 143 | 429 | 218 | 50,8% | 60 | 38 | 45 | 227 | 170 | +57  |